# Ben je wakker?
Ben je wakker? is een lied van de Nederlandse zangeres Sigourney K in samenwerking met de Nederlandse rapper Kraantje Pappie. Het werd in 2023 als single uitgebracht en stond in hetzelfde jaar als tiende track op het album Echte meisjes huilen niet van Sigourney K.

## Achtergrond
Ben je wakker? is geschreven door Alex van der Zouwen, Brahim Fouradi, Carlos Vrolijk, Jacqueline Govaert, Leon Palmen en Sigourney Korper en geproduceerd door Project Money en Palm Trees. Het is een nummer uit de genres nederhop en nederpop. In het lied zingen en rappen de artiesten over hoe zij aan elkaar denken als ze niet met elkaar zijn en wat ze met elkaar willen doen als ze wel met elkaar zijn. 

## Hitnoteringen
De artiesten hadden weinig succes met het lied in de Nederlandse hitlijsten. Er was geen notering in de Single Top 100 en ook de Top 40 werd niet bereikt. Bij laatstgenoemde was er wel de 23e positie in de Tipparade.